# فولتا مورسيا 2022
فولتا مورسيا 2022 (بالإسبانية: Vuelta a Murcia 2022)‏ هو سباق دراجات هوائية من فئة سباق يوم واحد، وهو الموسم رقم 42 من فولتا مورسيا، وأقيم في 12 فبراير 2022، وامتدّ لمسافة 183.2 كيلومتر، وهو أحد سباقات طواف أوروبا للدراجات 2022، وشارك فيه 134 متسابقاً ووصل إلى نهايته 113 متسابقاً.
فاز بالمركز الأول Alessandro Covi ‏، وبالمركز الثاني ماتيو ترينتين، وبالمركز الثالث Matis Louvel ‏.

## الفرق
| فرق عالمية (7)- EF Education-EasyPost - Movistar Team - Astana Qazaqstan Team - UAE Team Emirates - Bora-Hansgrohe - Cofidis - Intermarché-Wanty-Gobert Matériaux فرق برو (11)- Human Powered Health - فريق إيولو كوميت لركوب الدراجات 2022 ‏ - سبورت فلاندرين بالويس 2022 ‏ - برجس بي إتش 2022 ‏ - أوسكالتيل أوسكادي 2022 ‏ - بي آند بي هوتيلز 2022 ‏ - كيرن فارما 2022 ‏ - درون هوبر-أندروني جوكاتولي 2022 ‏ - كاجا رورال-سيغوروس 2022 ‏ - Arkéa-Samsic - بنجوال باوليز ساوكس دبليو بي 2022 ‏ فرق قارية (2)- إلكترو هايبر يوروبا-كالداس 2022 ‏ - Manuela Fundación ‏ |  |
| |  |

## التصنيف العام النهائي
| التصنيف العام         | التصنيف العام     | التصنيف العام | التصنيف العام                 | التصنيف العام |
| العداء                | العداء            | البلد         | الفريق                        | الوقت         |
| --------------------- | ----------------- | ------------- | ----------------------------- | ------------- |
| 1                     | Alessandro Covi ‏  | إيطاليا       | فريق الإمارات                 | 4 س 34 د 50 ث |
| 2                     | ماتيو ترينتين     | إيطاليا       | فريق الإمارات                 | + 1 ث         |
| 3                     | Matis Louvel ‏     | فرنسا         | فورتنيو سامسيك                | + 1 ث         |
| 4                     | يوناس كوخ         | ألمانيا       | بورا هانسغروه                 | + 1 ث         |
| 5                     | لويك فليجن        | بلجيكا        | انترمارشي وانتي جوبيرت ماتيرو | + 1 ث         |
| 6                     | Orluis Aular ‏     | فنزويلا       | كاجا رورال-سيغوروس ‏           | + 1 ث         |
| 7                     | وارن بارجويل      | فرنسا         | فورتنيو سامسيك                | + 1 ث         |
| 8                     | Thibault Ferasse ‏ | فرنسا         | فيتال كونسبت ‏                 | + 1 ث         |
| 9                     | خيسوس إيزكيرا     | إسبانيا       | برجس بي إتش ‏                  | + 1 ث         |
| 10                    | ماركو تيزا        | إيطاليا       | بنجوال باوليز ساوكس دبليو بي ‏ | + 1 ث         |
| مصدر: ProCyclingStats |                   |               |                               |               |

## وصلات خارجية
- الموقع الرسمي
- لمحة عن سباق فولتا مورسيا 2022 على موقع  ProCyclingStats   (برو  سايكلنج  ستاتس) - إحصاءات  محترفي  الدراجات.
- فولتا مورسيا 2022 على موقع إحصائيات الدراجات الإحترافية (الإنجليزية)